# (3408) Shalamov
(3408) Shalamov (1977 QG4) – planetoida z pasa głównego asteroid okrążająca Słońce w ciągu 3,65 lat w średniej odległości 2,37 j.a. Odkrył ją Nikołaj Czernych 18 sierpnia 1977 roku.